# Dósa Mátyás
Dósa Mátyás (Kolozsvár, 1987. május 20. –) magyar színész, énekes.

## Színészi pályafutása
Tanulmányait egy református iskolában kezdte, ahol aktívan részt vett az énekkarban. Néptáncos ismereteinek köszönhetően egy válogatáson bekerült az Operettszínház gyermekszereplői közé. Első szerepét a Hello, Dolly! színdarabban kapta, Hernádi Judit kisinasaként. Ezt követően két évig A muzsika hangja című musicalben Kurt szerepét alakította. Tízéves korában megkapta Nyilas Misi szerepét a József Attila Színházban.
Életében nagy fordulatot jelent, hogy beválasztották a Barátok közt című televíziós sorozatba, Egressy Tóni szerepében. Tóni szerepét négy és fél évig alakította. Mivel nagyon kevés ideje maradt a színjátszásra, kilépett a sorozatból. Közben a Veszprémi DAL-VIA-DAL nemzetközi énekversenyen első díjat nyert.
Korábban párkapcsolatban élt Molnár Nikolett színésznővel.

## Szerepei

### Film és televízió
- Családi Album (2000) – televíziós sorozat (Duna TV)
- Tök jó óra – (2001) ATV (2001)
- Vademberek (2001) – film
- Barátok közt (2003–2007, 2018) – televíziós sorozat (RTL Klub)
- Hacktion (2011) – televíziós sorozat
- Miazma – játékfilm (2015)
- Tömény történelem – televíziós sorozat (2016–2017)
- Hazatalálsz – televíziós sorozat (2024)

### Színházi szerepei

#### 1998–2000Budapesti Operettszínház
- Hello, Dolly! – Gyermekszereplő R: Horváth Péter
- A muzsika hangja – Kurt R: Vámos László

#### 1999–2000Vígszínház
- A Karamazov testvérek – gyermekszereplő R: Szikora János

#### 2000–2002József Attila Színház
- Légy jó mindhalálig – Nyilas Mihály R: Radó Denise

#### 2002–2004Madách Színház
- Isten Pénze – gyermekszereplő R: Nagy Viktor
- Nyomorultak – gyermekszereplő R: Szirtes Tamás

2004-2006 Körúti Színház
- Második Szereposztás – Kuka  R: Galambos Zoltán
- Teaház az augusztusi holdhoz – Gregovich R: Galambos Zoltán
- A kis herceg – Király / Üzletember / Lámpagyújtogató

#### 2007–Szolnoki Szigligeti Színház
- Az angyalok nem sírnak – Kócos (2007) Rendező: Kiss József
- Oliver – Dörzsölt ,Charley (2007) R: Radó Denise
- Két úr szolgája – Silvio (2007) R: Bodrogi Gyula
- Színház – Roger Gosselyn (2008) R: Verebes István
- A vörös Pimpernel – Armand (2008) R: Molnár László
- Romeó és Júlia – Romeó (2008) R: Kiss József
- Kakukkfészek – Billy Bibbit (2009) R: Radó Denise
- Országúton – Bohóc (2009) R: Kiss József
- Liliomfi – Gyuri (2009) R: Molnár László
- Bánk bán – Ottó (2009) R: Kerényi Imre
- A félőlény – Félőlény (2009) R: Karczag Ferenc
- Vízkereszt vagy amit akartok – Sebastiano (2009) R: Iglódi István
- Leányvásár – Fritz (2010) R: Balázs Péter
- La Mancha lovagja – Padre (2010) R: Radó Denise
- A tanítónő – Tanító (2010) R: Kerényi Imre
- Ármány és szerelem – Ferdinánd (2011) R: Csiszár Imre
- Jézus Krisztus Szupersztár – Péter (2011) R: Radó Denise
- Adáshiba – Imrus (2011) R: Málnay Levente
- Légy jó mindhalálig – Török János (2011) R: Radó Denise
- Hol a pénz? – Vencel és Endre (2012) R: Molnár László
- Cirkuszhercegnő – Fiú (2012) R: Radó Denise
- A három sárkány – Ifj. Csaholyi Balázs (2012) R: Csiszár Imre
- Bál a Savoyban – Celestin (2012) R: Radó Denise
- Egy bolond százat csinál – Rudi (2012) R: Balázs Péter
- Stuart Mária – Mortimer (2013) R: Csiszár Imre
- Sárga liliom – Nagyherceg (2013) R: Balázs Péter
- Made in Hungária – Ricky (2013) R: Radó Denise
- Hosszú út az éjszakába – Edmund (2013) R: Málnay Levente
- Cabaret – Cliff (2013) R: Radó Denise
- Chioggiai csetepaté – Toffolo (2013) R: Kiss József
- Patika – Balogh Kálmán (2014) R: Csiszár Imre
- Csongor és Tünde – Csongor (2014) R: Kiss József
- Cseresznyéskert – Petya Trofimov R: Szinetár Miklós
- Irma, te édes – Jojo R: Balázs Péter
- Sztárcsinálók – Juvenalis R: Nagy Viktor
- A nagymama – Szerémi Ernő R: Málnay Levente
- A denevér – Blind R: Szinetár Miklós
- Hello, Dolly – Ambrose R: Szente Vajk
- A padlás – Rádiós R: Radó Denise
- Szent Johanna – A DAUPHIN, később VII.Károly R: Babarczy László
- My Fair Lady – Freddy R: Radó Denise
- A Kőszívű ember fiai – Baradlay Jenő R: Csiszár Imre
- Naftalin – Laboda Péter  R: Balázs Péter
- Dzsungel könyve – Maugli R: Radó Denise
- Marsall – Litvay, színész  R: Málnay Levente
- Csoportterápia – Sziszi   R: Szente Vajk
- A mi kis városunk – George Bibbs R: Pataki András
- Charley nénje – Charley R: Molnár László
- Arzén és Levendula – Mortimer R: Kiss József
- A beszélő fa – Emil, a légy  R: Jankovics Anna
- Régimódi történet – Kálmánka  R : Csiszár Imre
- Scherlock Holmes és Európa árvája különös esete, Online ősbemutató  – Kaspar Hauser R: Mészáros István
- Déryné ifjasszony – Gabi  R: Balázs Péter
- A házasságszédelgő R: Mikó István
- Zsuzsi kisasszony – Péterfy R: Molnár László

Veszprémi Petőfi Színház
- Bob Herceg – Bob R: Bozsó József
- Rigócsőr királyfi – R: Bozsó József

### Dáma – Díva produkció
- Lili Bárónő – Frédi R: Gergely Róbert

(Karinthy Színház, Veres 1 Színház)
Magyar Zenés Színház
- Tanulmány a nőkről – Péter R: Bozsó József

Gárdonyi Géza Színház, Eger
- Rigó Jancsi – Ficsúr R: Moravetcz Levente
- Egri Csillagok – Bornemissza Gergely R : Moravetcz Levente

## Rendezései
- Légy jó mindhalálig – Gutenberg Művelődési ház – MusicalVarázs, Budapest
- Én vagyok Szolnok – Aba-Novák Agóra Kulturális Központ, Szolnok

## Jelenlegi szerepei

### Szolnoki Szigligeti Színház
- Bakaruhában – Hunyady Sándor  R : Valcz Péter
- A csapodár madárka – Menato R: Csiszár Imre
- Vesztegzár a Grand Hotelben – Félix R: Vida Péter
- Őszi szonáta – Viktor R: Pataki András
- Víg Özvegy – Raoul Saint Brioche R: Szinetár Miklós

### Veres 1 Színház
- Egérfogó – Christopher Wren R: Schlanger András
- Anconai szerelmesek – Luigi R: Szilágyi Annamária
- Játék a Kastélyban – Ádám R: Schlanger András
- Csoportterápia – Sziszi  R: Tasnádi Csaba
- Nők az idegösszeomlás szélén – Carlos R: Tasnádi Csaba
- A Padlás – Rádiós R : Böhm György

Magyar Zenés Színház
- Bob herceg – Bob R: Bozsó József

## Díjai és jelölései
- 2012: Vándorfesztivál, Kecskemét – A legígéretesebb fiatal színész
- 2014: Jász-Nagykun Szolnok Megyei Príma díj (közönségdíj)
- 2015: VeresMedve díj, Veres 1 Színház – Legjobb férfi mellékszereplő (Egérfogó)
- 2015: Jelölés: Junior Príma Primissima
- 2016: VeresMedve díj, Veres 1 Színház – Legjobb férfi főszereplő (Semmi pánik)
- 2016: Jelölés: Junior Príma Primissima
- 2022/2023: MediaWorks, az év színésze díj
- 2022/2023: Szigligeti Színház- A nézők szavazatai alapján az Évad legjobb színésze
- 2024: 14. Magyar Teaátrum Nyári Fesztivál díja: Legjobb férfi főszereplő
- 2025: Babicsek Bernát-díj[5]

## Albumai
- 2008: Első önálló lemez: Búcsúzz szépen el (EMI)
- 2009: High School Musical 4: Főcímdal (EMI)